# Austen Chamberlain
Joseph Austen Chamberlain (n. 16 octombrie 1863, Birmingham, Regatul Unit al Marii Britanii și Irlandei – d. 16 martie 1937, Londra, Anglia, Regatul Unit) a fost un politician englez, premiat cu  Premiul Nobel pentru Pace în 1925, datorită contribuției sale fundamentale de la Tratatele de la Locarno.

## Biografie
Austen Chamberlain s-a născut în Birmingham, Marea Britanie, pe data de 16 octombrie 1863, ca primul fiu a lui Joseph Chamberlain, care a devenit ulterior primar (Lord Mayor) al Birminghamului și ministru. Joseph Chamberlain a mai avut un fiu, din a doua căsătorie, pe viitorul prim-ministru Neville Chamberlain FRS.

A studiat la School of Rugby și apoi la Trinity College, Cambridge, unde a primit în 1885 o diplomă.
Timp de nouă luni, Chamberlain a frecventat cursurile de la Scoala de Studii Politice din Paris. În 1888 s-a întors în Anglia, unde a fost ales ca deputat conservator în Camera Comunelor. A fost liderul partidului unionist (adică în favoarea menținerii uniunii Marii Britanii), iar mai târziu, liderul Partidului Conservator. De asemenea, a fost ministru de finanțe (1903-1905, 1919-1921), secretar de stat al Indiei (1915-1917) și membru al Cabinetului de Război (1918-1919).
Chamberlain a fost ministru de externe între 1924 și 1929. În această peroiadă el a avut o contribuție foarte importantă în cadrul Tratatelor de la Locarno. Pentru această contribuție a primit Premiul Nobel pentru Pace în 1925.
Chamberlain a murit pe 17 martie 1937 în Londra, iar trupul său a fost înmormântat la East Finchley Cemetery în Londra. Averea lui a fost estimată la £45,044, o sumă destul de mică pentru o personalitate ca Austin Chamberlain.

## Legături externe
- Nobel biography